# Waioeka (fleuve)
Le fleuve Waioeka  (anglais : Waioeka River) est un cours d’eau qui se situe dans le nord de l’Île du Nord de la Nouvelle-Zélande dans les deux régions de la Baie de l'Abondance et de Gisborne.

## Géographie

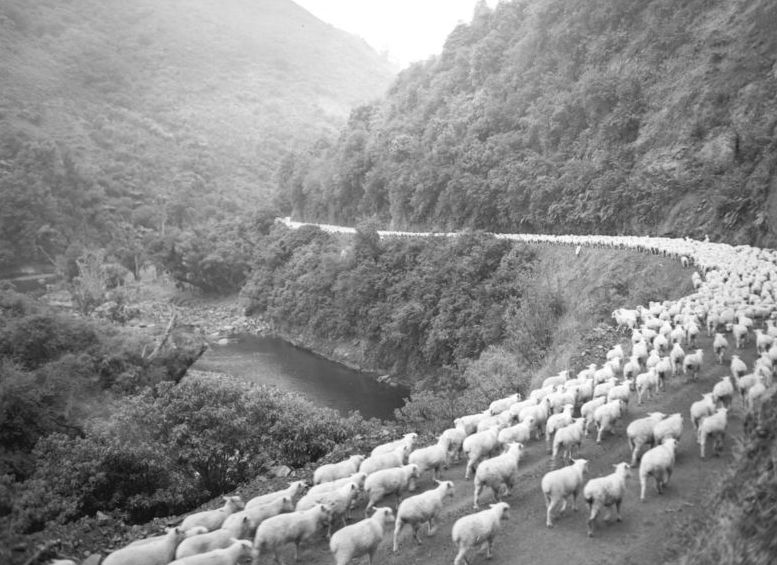
2600 moutons sur la route dans la gorge Waioeka après 97 km de conduite

Il s’écoule en direction du nord sur 65 km à partir du parc de Parc national de Te Urewera pour atteindre la mer au niveau de la ville d’Opotiki. Il partage son estuaire avec le fleuve Otara.

## Histoire
La zone autour de la vallée de Waioeka fut la scène de la plupart des combats durant les guerres maories de Nouvelle-Zélande.